# Bituminizado

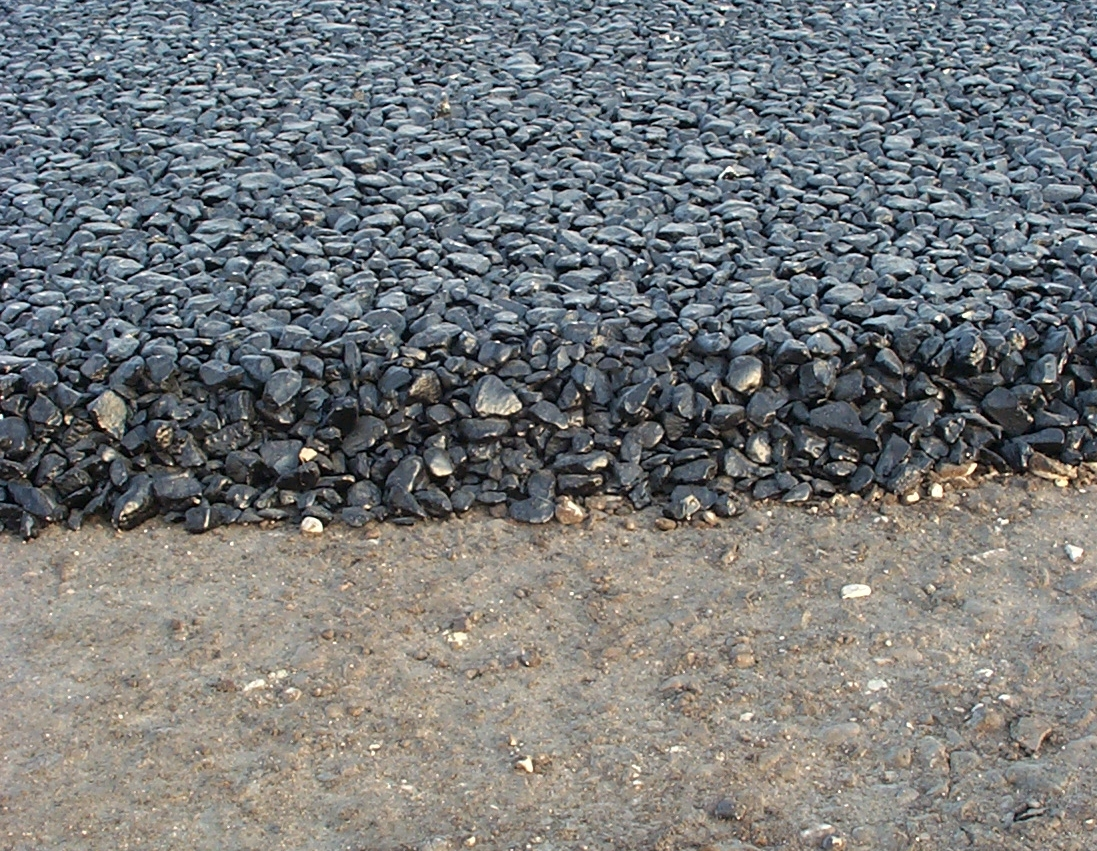
Hormigón asfáltico utilizado para pavimentar.

Bituminizado es el proceso por el cual se impermeabilizan los caminos o solados (estacionamientos, veredas, plazas deportivas, pisos) para hacerlos más durables, reducir desgaste y roturas en los vehículos, y entre otras cosas evitar que se levante polvo al transitarlos.
Para ello se utiliza una mezcla de grava y betún caliente que se vierte sobre el suelo previamente compactado.
Comparado con el hormigón, la mezcla betuminosa es más barata y práctica.
- Datos: Q5729398